# Melting Millions (film 1917)
Melting Millions è un film muto del 1917 diretto da Otis Turner. Basato su Hell-a-Poppin'-Ballentine, una storia non pubblicata di Joseph Anthony Roach.

## Trama
Jack Ballentine, giovane e irresponsabile, scopre che per ereditare la fortuna dello zio deve dimostrare alla signora Walton, la sua tutrice, di essere un competente uomo d'affari. Jack, totalmente privo di qualsiasi senso degli affari, non ne imbrocca una. Scappato nel West, salva una ragazza e suo padre da una banda di rapinatori, mentre la signora Walton blocca i suoi conti bancari, lasciandolo senza un soldo. Il giovane si dimostra però valoroso quando salva Jane, la ragazza, dall'essere rapita dall'ex segretario del padre, conquistando così finalmente anche l'approvazione della signora Walton,

## Produzione
Il film fu prodotto dalla Fox Film Corporation.

## Distribuzione
Distribuito dalla Fox Film Corporation, il film uscì nelle sale cinematografiche degli Stati Uniti il 19 febbraio 1917.